# Jacques Lataste
Jacques Lataste   (La Grand Comba, 7 de juny de 1922 - 19è districte de París, 10 de novembre de 2011) va ser un tirador d'esgrima francès, especialista en floret, que va competir durant les dècades de 1940 i 1950.
El 1948 va prendre part en els Jocs Olímpics d'Estiu de Londres, on guanyà la medalla d'or en la competició de floret per equips del programa d'esgrima. Quatre anys més tard, als Jocs de Hèlsinki, revalidà la medalla d'or en la mateixa prova, mentre en la prova individual fou quart. El 1956, a Melbourne, disputà els seus tercers, i darrers, Jocs Olímpics. En ells guanyà la medalla de plata el la prova de floret per equips, mentre en la prova individual quedà eliminat en sèries. En el seu palmarès també destaquen sis medalles al Campionat del Món d'esgrima, dues d'or, dues de plata i dues de bronze, entre les edicions de 1949 i 1955.
El 2001 va ser condecorat com a Cavaller de la Legió d'Honor.